# Lakor
Die indonesische Insel Lakor (indonesisch Pulau Lakor) gehört zu den Leti-Inseln (Südliche Molukken).

## Geographie
Lakor ist die östlichste Insel der drei Leti-Inseln. Westlich liegt Moa, die größte Insel der Gruppe. Hauptort von Lakor ist Werwawan (Warwawang, Werwaru).
Lakor bildet seit dem 20. März 2013 den Kecamatan (Subdistrikt) Pulau Lakor (Kabupaten Südwestmolukken, Provinz Maluku). Zuvor bildete Lakor zusammen mit Moa den Kecamatan Moa Lakor.
Der Kecamatan Pulau Lakor teilt sich in die fünf Desas Werwawan (835 Einwohner 2010), Ketty (327), Sera (309), Yamluli (230) und Lolotwara (360).